# Sách tự lực
Sách tự lực (tiếng Anh: Self-help book) là sách được viết với mục đích hướng dẫn độc giả giải quyết những vấn đề cá nhân. Dòng sách lấy tên từ Self-Help, cuốn sách bán chạy nhất năm 1859 của Samuel Smiles, nhưng còn được biết đến và phân loại theo "tự cải thiện", một thuật ngữ bản hiện đại hóa của tự lực. Sách tự lực chuyển từ vị trí ngách sang thành một hiện tượng văn hóa hậu hiện đại vào cuối thế kỷ 20.

## Lịch sử sơ khai
Những hướng dẫn không chính thức về hành vi hàng ngày có thể được xem là tồn tại song hành với viết lách. "Quy tắc" ứng xử của người Ai Cập cổ đại "có một câu ghi chú hiện đại kỳ lạ: 'ngươi lê bước từ con phố này sang con phố nọ, ngửi thấy mùi bia... giống như một chiếc bánh lái bị gãy, vô dụng... người ta từng thấy ngươi đang biểu diễn thuật leo dây trên một bức tường!'". Micki McGee viết: "Một số nhà quan sát xã hội cho rằng Kinh thánh có lẽ là cuốn sách tự lực đầu tiên và quan trọng nhất".
Ở Roma thời cổ đại, hai tác phẩm Laelius de Amicitia và De Officiis của Cicero đã trở thành "cẩm nang và hướng dẫn... qua nhiều thế kỷ", còn Ovid đã viết Ars Amatoria và Remedia Amoris. Cuốn Ars Amatoria được miêu tả là "cuốn sách về tình dục hay nhất, có giá trị với San Francisco và Luân Đôn cũng như với Roma cổ đại", giải quyết "những vấn đề thực tế của cuộc sống đời thường: gặp gỡ các cô gái ở đâu, cách để bắt chuyện với họ, cách để làm cho họ quan tâm, và... làm thế nào để hoà hợp hơn là cường tráng trên giường"; Remedia Amoris được miêu tả là chứa "một loạt hướng dẫn, thẳng thắn cũng như khéo léo và được thể hiện tài tình về việc ngừng yêu".
Cuốn Self-Help của Smiles có thể có nguồn gốc từ thời Phục hưng, khi "mối quan tâm của thời kỳ Phục hưng với việc tự lập đã cho ra vô số tài liệu giáo dục và tự lực": do đó "Tác giả người Firenze Giovanni della Casa trong cuốn sách về lối cư xử của ông xuất bản năm 1558 viết: 'Việc nâng rượu hoặc thức ăn của người khác lên mũi và ngửi cũng là một tật xấu'".  Trong Thời Trung Cổ, dòng sách "Conduir-amour" ("hướng dẫn trong chuyện yêu đương") biểu hiện thể loại sách tự lực.

## Hiện tượng hậu hiện đại
Tuy nhiên, kể từ khoảng thập niên 1960, dòng sách tự lực tầm thường đã vươn mình để trở thành hiện tượng văn hoá, thực tế được cả những người ủng hộ lẫn phê phán thừa nhận - thường rất phân cực - về dòng sách tự cải thiện. Một bộ phận 'xem việc mua những cuốn sách như vậy...như một bài tập tự giáo dục'. Một bộ phận khác thì phê phán hơn, vẫn thừa nhận rằng 'nó là một hiện tượng quá phổ biến và mạnh mẽ mà không thể xem nhẹ, mặc dù thuộc về văn hóa đại chúng'.
Dù tốt hay xấu, rõ ràng là sách tự có 'vai trò rất quan trọng trong việc phát triển các khái niệm xã hội về bệnh tật trong thế kỷ 20', và chúng 'phổ biến những khái niệm này thông qua công chúng để những người bình thường có được ngôn ngữ để mô tả một số đặc tính phức tạp và khó diễn tả trong đời sống cảm xúc và hành vi'.
Trong khi tâm lý học và tâm lý trị liệu truyền thống có xu hướng được viết theo hướng khách quan, thì nhiều cuốn sách tự lực 'liên quan đến sự tham gia của người thứ nhất và thường là trải nghiệm chuyển đổi': phù hợp với các nhóm hỗ trợ tự lực mà họ thường rút bài học từ đó.
Tuy nhiên, có thể cho rằng với phong trào chuyển từ nhóm tự lực sang độc giả "tự cải thiện" cá nhân, thì phần nào đó của sự hỗ trợ đồng đẳng đó đã bị mất đi, phản ánh rõ hơn rằng 'trong suốt ba thập kỷ qua của thế kỷ 20, đã có một thay đổi đáng kể trong ý nghĩa của "tự lực"'. Một doanh nghiệp tập thể đã trở thành một sự đổi mới của bản thân cá nhân: 'trong vòng chưa đầy 30 năm, "tự lực" - từng là đồng nghĩa với hỗ trợ lẫn nhau - đã được hiểu...thành một công việc kinh doanh đa phần là cá nhân'.

## Đằng sau sự bùng nổ của sách tự lực
'Cái mà những nhà học thuyết xã hội gọi là "phi truyền thống hóa" – xu hướng thúc đẩy chủ nghĩa tư bản phá vỡ các nền văn hóa và truyền thống có thể cản trở tích lũy lợi nhuận' được xem là nền tảng đằng sau hiện tượng tự lực theo hai đường (chồng chéo). Đầu tiên là sự lu mờ của việc truyền bá văn hóa dân gian và trí tuệ dân gian theo hướng không chính thức và theo hướng cộng đồng: 'lời buộc tội rằng khi các cây viết tự lực đang đơn giản hoá và viết lặp đi lặp lại, họ cũng trở nên tầm thường và không nguyên bản, chỉ đơn thuần mang đến cho độc giả của họ những lời vô vị... trong số những phần hay nhất của trí tuệ dân gian', có thể đơn giản là vì chúng đang mang đến một phương tiện chính thức để truyền tải những "chân lý gia đình" như vậy trong một thế giới ngày càng phi cấu trúc và bất thường.
Kết quả khác của đánh mất "hành vi truyền thống...hành động thường nhật mà người đã trở nên quen thuộc"' của Weber là áp lực xã hội gia tăng đối với phục trang bản ngã: 'trong khi danh tính của một người trước đây có thể bị cất giữ trong (và bị hạn chế bởi) một cộng đồng...bản thân tự sáng tạo phải tạo ra một câu chuyện bằng văn bản về cuộc đời của mình'. Sách tự lực 'được viết và đọc với mục đích giúp mọi người xây dựng triết lý cá nhân' góp phần vào mục đích đó.
Người đọc có thể vỡ mộng; hoặc có thể tìm kiếm câu trả lời trong cuốn sách tiếp theo, để 'sách tự lực có thể trở thành một cơn nghiện trong chính nó' – quá trình sẽ 'nuôi dưỡng cái tôi cật lực' thay vì xoa dịu nó. Theo quan điểm ấy, vì tất cả các cuốn sách tự lực đều có ít nhất một thông điệp chung. Họ nói với bạn rằng bạn có sức mạnh để thay đổi chính mình.... Tức ngụ ý rằng tất cả những cuốn sách này đều nói rằng nếu bạn đau khổ, bế tắc và dường như không thể thay đổi, thì đó không phải là lỗi của ai mà là lỗi của chính bạn'.

## Đặc trưng
Sách tự lực thường tập trung vào tâm lý phổ biến như những mối quan hệ lãng mạn, hoặc các khía cạnh của tâm trí và hành vi con người mà những người tin tưởng vào tự lực cảm thấy có thể kiểm soát được bằng nỗ lực. Sách tự lực thường tự quảng cáo là có thể nâng cao nhận thức và hiệu suất của bản thân, kể cả sự thoả mãn với cuộc sống của một người. Họ thường nói rằng họ có thể giúp bạn đạt được điều này nhanh hơn so với các liệu pháp thông thường. Nhiều nhân vật nổi tiếng đã tiếp thị sách tự lực bao gồm Jennifer Love Hewitt, Oprah Winfrey, Elizabeth Taylor, Charlie Fitzmaurice, Tony Robbins, Wayne Dyer, Deepak Chopra và Cher.
Giống như phần lớn sách khác, sách tự lực có thể được mua cả ngoại tuyến và trực tuyến; 'từ năm 1972 đến năm 2000, số lượng sách tự lực...tăng từ 1,1 phần trăm lên 2,4 phần trăm tổng số sách được in'.

## Tác phẩm hư cấu tương tự
Những cuốn sách "Upmanship" của Stephen Potter châm biếm việc tìm kiếm địa vị dưới vỏ bọc của sự hòa đồng - 'hãy nhớ rằng chỉ trong những dịp như vậy, sự xuất hiện của tính tốt bụng mới là quan trọng nhất' - được viết dưới dạng sách tư vấn. Vài thập kỷ sau, với sự chuyển hướng của chủ nghĩa tân tự do, lời khuyên như vậy – 'Hãy nhớ thực tế của tư lợi' - sẽ được ủng hộ nghiêm túc trong thế giới tự lực: trong những cuốn sách bán chạy nhất như Swim with the Sharks, tất cả các loại 'trò lừa bịp có vẻ lành tính được khuyến khích', theo nguyên tắc 'địa vị thể hiện vấn đề: đừng để bản thân bị chúng lừa'.
Có lẽ hiện thân hư cấu nổi tiếng nhất của thế giới sách tự lực là Bridget Jones. Coi 'sách tự lực... [như] một hình thức tôn giáo mới' - 'một loại tôn giáo thế tục hóa - một loại giá trị đạo đức nhẹ' - cô chật vật tổng hợp các hướng dẫn thường tự mâu thuẫn vào một tổng thể chặt chẽ. 'Cô ấy phải ngừng tự dằn vặt bản thân với Women Who Love Too Much và thay vào đó hãy nghĩ nhiều hơn về Đàn ông đến từ sao Hỏa, Đàn bà đến từ sao Kim ... hãy bớt coi hành vi của Richard là dấu hiệu cho thấy cô ấy đồng phụ thuộc và yêu quá nhiều trong ánh sáng của việc anh ta giống như một sợi dây cao su trên sao Hỏa '. Tuy nhiên, ngay cả cô thi thoảng cũng bị khủng hoảng niềm tin, khi cô tự hỏi: 'Có lẽ sẽ tốt hơn nếu bạn chưa bao giờ đọc một cuốn sách tự lực nào trong đời'.
Trong sách hướng dẫn BookWorld có ghi chép rằng 'những ai trong số các bạn thấy mệt mỏi với thế giới mua sắm hào nhoáng và những người bạn trai không hợp ở Chicklit, thì một chuyến đi đến Dubious Lifestyle Advice (Lời khuyên về lối sống mơ hồ) có thể là bước tiếp theo. Một giờ trong hội trường thiêng liêng của những căn bệnh được phát minh ra sẽ để lại cho bạn ít nhất 10 vấn đề mà bạn chưa từng biết là mình gặp phải chứ chưa nói đến chúng có tồn tại'.